# Chan Heung
Chan Heung (en chino tradicional, 陳享; en chino simplificado, 陈享; pinyin, Chén Xiǎng) fue un legendario luchador chino y fundador del choy li fat (en chino tradicional y simplificado, 蔡李佛; pinyin, càilǐfú). 

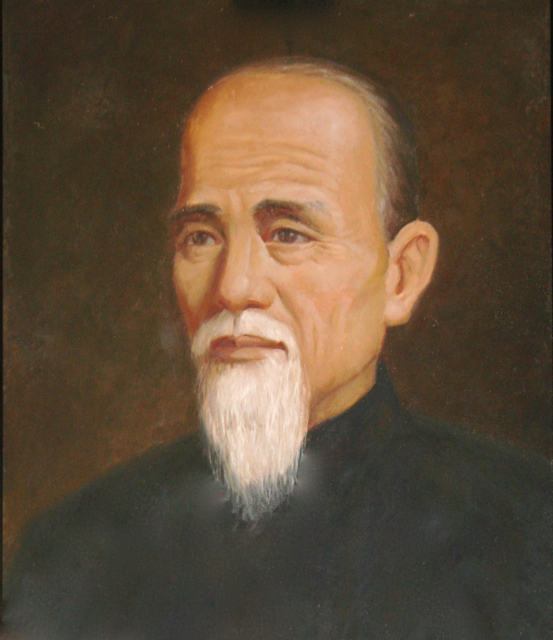
Chan Heung fundador del estilo de kung fu, Choy Lee Fut

## Biografía
Chan Heung nació en 1806, en la aldea de King Mui (京梅), del distrito de San Woi (新會), en la provincia de Guangdong (廣東). Su vida como artista marcial comenzó a los 7 años cuando se fue a vivir con su tío abuelo y anciano de la aldea, Chan Yuen-Woo (陳遠護). Chan Yuen-Woo, quien reconoció la habilidad natural de Chan Heung para las artes marciales, fue un famoso luchador del legendario Templo Shaolin del Sur en Fujian (褔建), China. Con él, Chan Heung aprendió artes marciales (武術), que la tradición atribuye a haber sido Fut Gar, alcanzando tal perfección en su práctica que a la edad de 15 años era capaz de vencer a cualquier retador de los pueblos cercanos.
A la edad de 18 años se hace discípulo de Lee Yau-San 李友山, que era discípulo del monje Shaolin Ji Sin, y su habilidad pondría a prueba todos sus conocimientos. Chan Heung, atacó a Lee cuando se retiraba de un estadero y trató de tumbarlo, tomándolo de la cintura. Sin embargo, Lee con la mente calmada recibió el ataque, levemente flexionó sus rodillas y bajó su chi y su centro de gravedad. Chan Heung no logró mover a Lee. Enseguida Lee dio vuelta, levantó su pie para pisar y patear al mismo tiempo a Chan Heung, y lo arrojó a varios metros de él. Al levantarse Lee Yau-San le preguntó con curiosidad por qué lo había atacado, Chan Heung le respondió que era su forma de presentarse demostrándole sus habilidades y a su vez, probando las de Lee Yau-San.
Lee Yau-San pocos días después habló de Chan Heung, diciendo que cómo era posible que alguien tan joven y fuerte como él se desgastara en un dojo enseñando, Chan Heung de inmediato renunció a su labor y empezó a entrenar con Lee Yau-San, durante los 4 años siguientes aprendió el estilo de la familia Lee. Luego viajaría a la montaña de Lau Fu 羅浮山 y se haría discípulo del monje Choy Fook 蔡褔, también conocido como el monje Hierba Verde (Ching Chou) 青草, el cual le enseñaría el estilo de la familia Choy y técnicas en medicina Dit Da. Practicó en primera instancia diez años con este maestro, que al finalizar los diez años ya para poder partir le contó su historia. Choy Fook le reveló que venía del monasterio de Fukien Shaolin. Cuando estaba allí, el ejército de la dinastía Ching invitó a 36 monjes de su monasterio para ayudar a suprimir la rebelión en el Tíbet, que ya había durado tres años. En tres meses los monjes controlaron la situación.
Observando los poderes marciales de los monjes Shaolin, el gobierno de Ching los invitó a unirse como monjes soldados, pero éstos rechazaron la oferta. Entonces, temiendo una oposición futura, el gobierno decidió erradicar la orden monástica Shaolin entera, prendiendo fuego a todo el complejo del templo. Esto fue el día 25 de la séptima luna, en el decimoprimer año de reinado del emperador Jung Jing.
Todos los monjes perecieron, excepto seis. Choy Fook era uno de ellos, pero escapó con su cabeza ardiendo, quedando con una cicatriz, a raíz de la cual lo llamaron “Cabeza quemada”; después logró llegar al monte Law Fou en Kwatung, donde se escondió. Choy Fook también le comentó que para ser un verdadero discípulo Shaolin, debería también que buscar el camino de Buda, así como aprender medicina china y “las seis brujerías mágicas”. Escuchando eso, Chang Heung decidió quedarse otros dos años, hasta que estuviera listo para partir del monasterio. Doce años después al fin Chan Heung pudo partir del templo, pero antes de partir el monje Choy Fook le recomendó buscar al maestro Chin Tzo, conocido como el monje de la hierba verde, para que terminara su preparación.
Chang Heung regresa a su pueblo y decide abrir una clínica y una escuela marcial. Tiempo después, sus nuevas obligaciones no le permitían completar sus entrenamientos con el maestro Chin Tzo. Entonces decide enviar a su mejor alumno, Cheung Hung Sing, quien se encaminó a Pak Pai para hallar al maestro Chin Tzo. Cheung Hung Sing aprendería entonces el estilo de la familia Fat (Palma de Buda). Al regreso de Cheung Hung Sing a King Mui, Chang Heung junto con él sintetizan los conocimientos aprendidos y crean posteriormente el estilo Choy Li Fat de Wushu.
Chan Heung falleció el 20 de agosto de 1875.